# Den kostbara pärlan

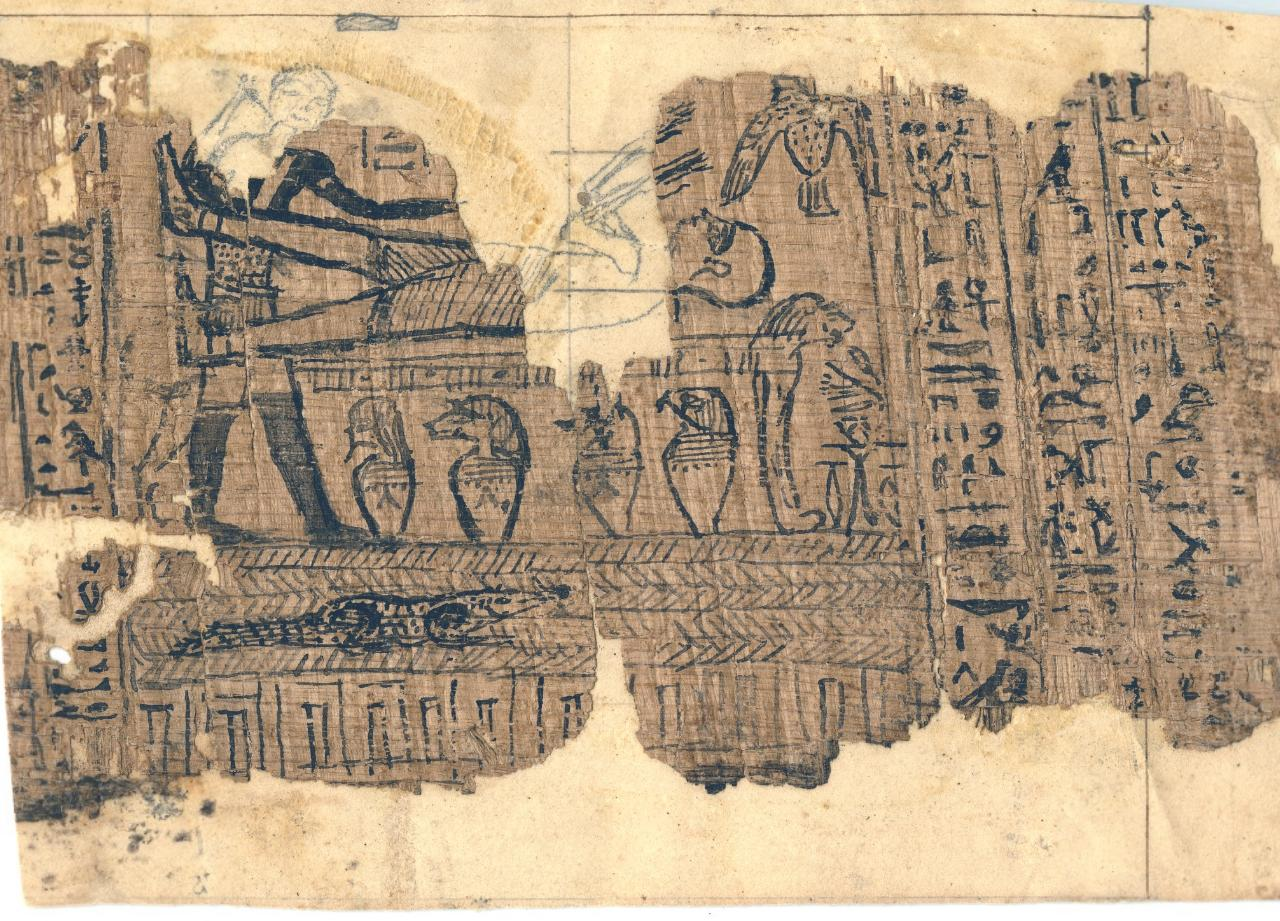
Joseph Smiths förlaga (hellenistisk)

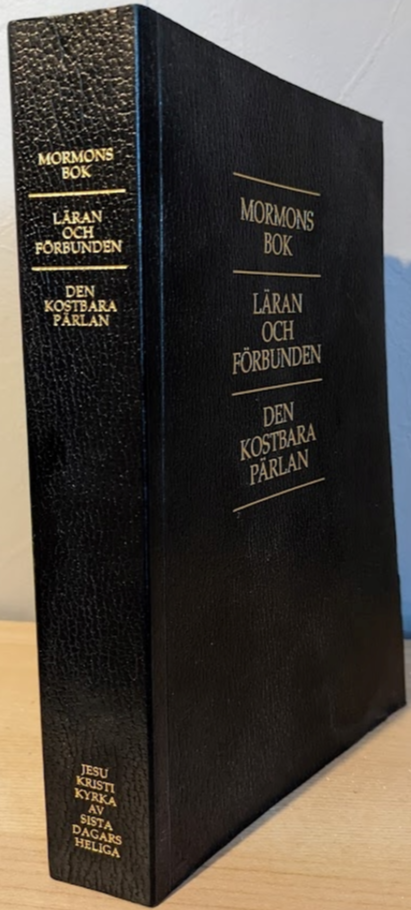
Den kostbara pärlan tillsammans med Mormons bok och Läran och Förbunden i en volym

Den kostbara pärlan (originaltitel Pearl of Great Price) är en bok som betecknas som helig skrift av Jesu Kristi Kyrka av Sista Dagars Heliga och en del andra mormonkyrkor. Förutom Den kostbara pärlan är Bibeln, Mormons bok samt Läran och Förbunden heliga skrifter i Jesu Kristi Kyrka av Sista Dagars Heliga.
Boken innehåller fem böcker skrivna och publicerade av Joseph Smith: Abrahams bok, Moses bok, Joseph Smith—Matteus, Joseph Smiths historia och Trosartiklarna.

## Historia
Texter som idag utgör boken publicerades i kyrkans tidskrifter på Joseph Smiths tid. 
Den första samlingen material med titeln "Den kostbara pärlan" publicerades 1851 av Franklin D Richards, president för den brittiska mormonmissionen. 1878 tillkom delar av Moses bok som inte fanns med i den första upplagan. Mormonkyrkans presidentskap beslutade vid generalkonferensen i Salt Lake City den 10 oktober 1880 att kanonisera Den kostbara pärlan.
1902 togs vissa delar av Den kostbara pärlan bort, eftersom de också fanns med i Läran och förbunden. Uppdelning i kapitel och verser, med fotnoter, infördes samma år.
I april 1976 lades två "uppenbarade texter" till men redan 1979 togs dessa bort och placerades istället i Läran och förbunden.
K.P. förekom förr mer som separat enskilt inbunden bok men ingår numera, åtminstone i Sverige, i den (tjocka) s.k. "tre-ettan"
(tillsammans med Mormons Bok och Läran och förbunden).

## Abrahams bok
Abrahams bok innehåller texter som Smith sade sig ha översatt från egyptiska papyrusrullar, skrivna av Abraham. Flera mormonkyrkor erkänner inte Abrahams bok som gudomlig.

## Joseph Smiths historia
Joseph Smiths historia är Smiths egen berättelse om sitt liv fram till dess att Mormons bok utgavs 1829.

## Joseph Smith—Matteus
Joseph Smith—Matteus (JS-M) innehåller Joseph Smiths översättningar och tillägg till Matteusevangeliet; vers 39 i 23:e kapitlet och hela kapitel 24. JS-M författades 1831.

## Moses bok
Innehåller Joseph Smiths tillägg till Första Mosebok, författade 1830.

## Trosartiklarna
De 13 trosartiklarna, i slutet av boken, är hämtade från ett av Smiths brev.
De är en kortfattad redogörelse av kyrkans lära.
1. Vi tror på Gud den evige Fadern, på hans Son Jesus Kristus och på den Helige Anden. 

2. Vi tror att människorna kommer att straffas för sina egna synder och inte för Adams överträdelse. 
 
3. Vi tror att hela människosläktet kan frälsas genom Kristi försoning och genom lydnad till evangeliets lagar och förordningar. 

4. Vi tror att evangeliets första grundsatser och förordningar är: (1) Tro på Herren Jesus Kristus, (2) omvändelse, 
(3) nedsänkningsdop till syndernas förlåtelse, (4) handpåläggning för den Helige Andes gåva. 

5. Vi tror att en man för att predika evangeliet och betjäna i dess förordningar måste kallas av Gud genom profetia och handpåläggning av dem som har myndighet. 

6. Vi tror på samma organisation som i den ursprungliga kyrkan, nämligen apostlar, profeter, herdar, lärare, evangelister och så vidare. 

7. Vi tror på tungomålsgåvan, profetia, uppenbarelse, syner, helbrägdagörelse, uttydning av tungomål och så vidare. 

8. Vi tror att Bibeln är Guds ord i den mån den är rätt översatt. Vi tror också att Mormons bok är Guds ord. 

9. Vi tror allt vad Gud har uppenbarat, allt vad han nu uppenbarar och vi tror att han ännu kommer att uppenbara många stora och viktiga ting angående sitt rike. 

10. Vi tror på Israels bokstavliga insamling och de tio stammarnas återkomst, att Sion (Nya Jerusalem) kommer att grundläggas på det amerikanska fastlandet, att Kristus personligen kommer att regera på jorden samt att jorden kommer att förnyas och erhålla sin paradisiska härlighet. 

11. Vi gör anspråk på förmånen att dyrka Gud den Allsmäktige i enlighet med vårt samvetes bjudande och erkänner alla människors rätt till samma förmån, att tillbedja hur, var eller vad de vill. 

12. Vi tror på att erkänna konungar, presidenter, styresmän och domstolar samt att lyda, ära och understödja lagarna. 

13. Vi tror på att vara ärliga, sanna, kyska, barmhärtiga och dygdiga och att göra gott mot alla, ja, vi kan verkligen säga att vi följer Paulus uppmaning; Vi tror allting, vi hoppas allting, vi har uthärdat mycket och hoppas kunna uthärda allting. Vi söker efter allt som är dygdigt, älskvärt, prisvärt och gott.